# Maloandriivka, Mahdalînivka
Maloandriivka (în ucraineană Малоандріївка) este un sat în comuna Oleksandrivka din raionul Mahdalînivka, regiunea Dnipropetrovsk, Ucraina.

## Demografie
Componența lingvistică a localității Maloandriivka
     Ucraineană (92,81%)
     Rusă (6,12%)
     Alte limbi (1,08%)
Conform recensământului din 2001, majoritatea populației localității Maloandriivka era vorbitoare de ucraineană (92,81%), existând în minoritate și vorbitori de rusă (6,12%).